# Channa aurantimaculata
Cá lóc đốm vàng hoặc cá quả đốm vàng (tên khoa học: Channa aurantimaculata) là một loài cá quả. Cơ thể của nó là màu nâu trộn lẫn với các sọc màu vàng cam. Con đực có vây lưng cao với màu sắc đậm hơn, và đầu hẹp hơn. Nó là loài đặc hữu lưu vực sông Brahmaputra. Nó là loài địa phương Dibrugarh, khu vực đông bắc nhất của bang Assam, Ấn Độ.
Loài này phát triển đến 16 inch(40 cm). Nó có thể là một loài cá ấp miệng như hầu hết các loài cá quả nhỏ hơn. Một báo cáo được biết đến từ một người chơi cá cảnh Đức rằng một vài cặp cá của ông đã cho sinh sản.

## Hồ cá
Channa aurantimaculata là loài ăn thịt, vì vậy nó không được nuôi với các loài cá nhỏ hơn. Nó ưa thích nhiệt độ nước trong phạm vi 15-28 °C, và độ pH khoảng 7. Nó đòi hỏi một môi trường lớn, ánh sáng lờ mờ, cùng cây trong bể với những nơi để lẩn trốn. Nó hít thở không khí và sẽ chết ngạt nếu bị ngăn cản tới bề mặt nước.